# Tokugawa Hidetada

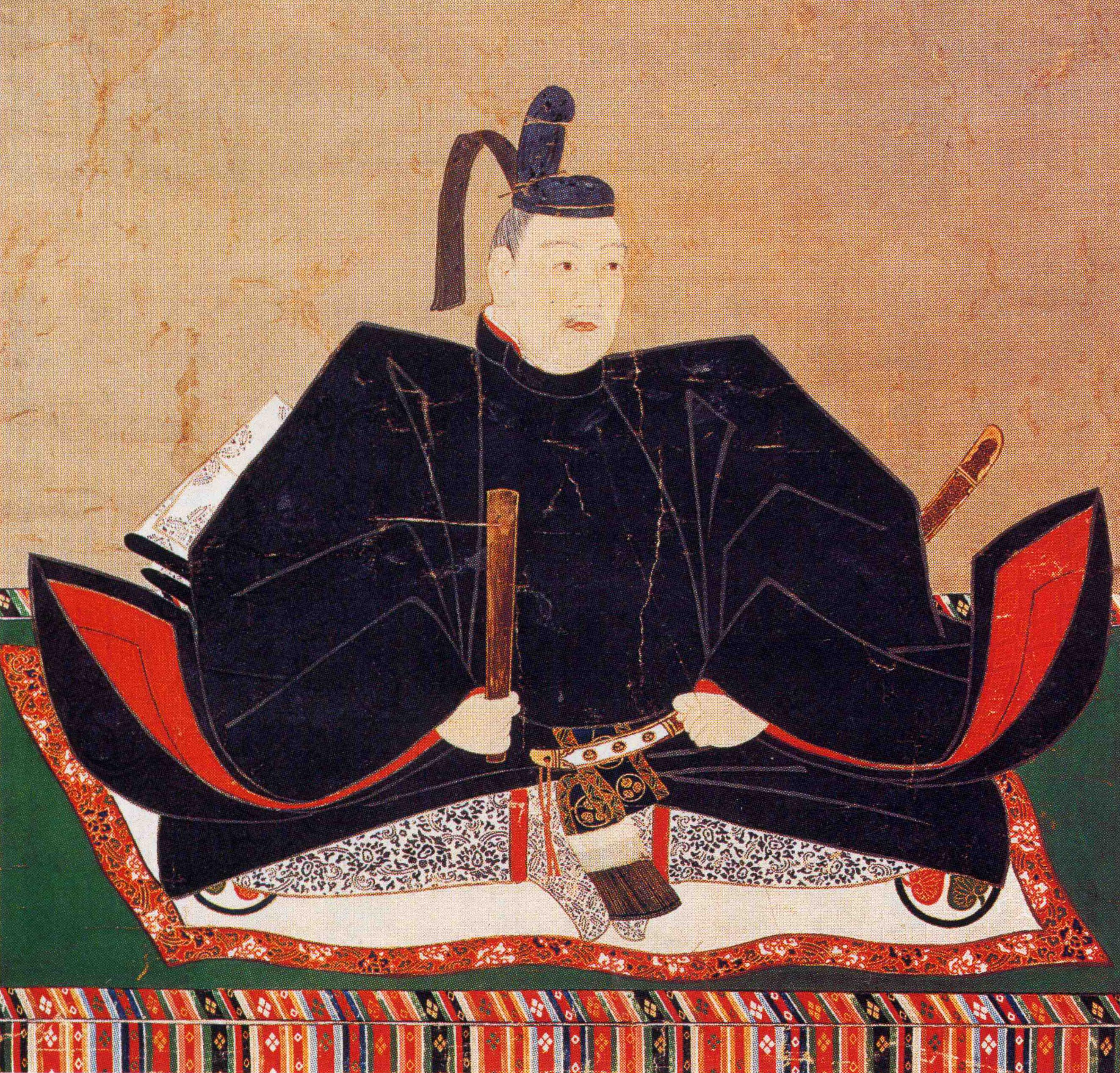
Tokugawa Hidetada

Tokugawa Hidetada (jap. 徳川 秀忠; * 30. Juli 1579 als Tokugawa Takechiyo (徳川 竹千代); † 14. März 1632) war der zweite Tokugawa-Shogun. Er regierte von 1605 bis 1623 und war der dritte Sohn des Gründers des Tokugawa-Shogunats Tokugawa Ieyasu. Dieser hatte ihm zwar 1605 das Amt des Shogun überlassen, die eigentliche Macht bis zu seinem Tod jedoch nicht aus der Hand gegeben.
Tokugawa Hidetada nahm an der Belagerung des Schlosses Ōsaka teil, die militärische Führung hatte aber sein Vater, der zu dieser Zeit das Amt des Ōgosho wahrnahm.
Ziel der Belagerung war die endgültige Unterwerfung des Toyotomi-Klans, der sich in Ōsaka mit 113.000 Soldaten unter der Führung von Toyotomi Hideyori, Sohn und Nachfolger von Toyotomi Hideyoshi, verschanzt hatte. Der Tokugawa-Klan war mit 194.000 Soldaten aufmarschiert. Es gab einige Schlachten, beginnend im Sommer 1614 an der Mündung des Flusses Kizugawa und endend mit einem Angriff Hideyoris im Winter 1615, der als Schlacht von Tennoji bekannt wurde. Letztlich ging der Tokugawa-Klan siegreich aus der Belagerung hervor und der letzte der Toyotomi wurde getötet.
Im weiteren Verlaufe des Jahres 1615 erließ Hidetada Gesetze, die das Leben der Samurai regelten (buke shohatto-Gesetze) und gründete den Kaiserlichen Gerichtshof (kuge shohatto-Gesetze).
Tokugawa Hidetada trat 1623 zurück und überließ seinem ältesten Sohn Tokugawa Iemitsu das Amt des Shogun, jedoch blieb er bis zu seinem Tod 1632 weiter an der Macht.
| Personendaten    | Personendaten                                                                                     |
| ---------------- | ------------------------------------------------------------------------------------------------- |
| NAME             | Tokugawa, Hidetada                                                                                |
| ALTERNATIVNAMEN  | 徳川 秀忠 (japanisch); 徳川 竹千代 (japanisch, Kindheitsname); Tokugawa Takechiyo (Kindheitsname) |
| KURZBESCHREIBUNG | japanischer Shogun                                                                                |
| GEBURTSDATUM     | 30. Juli 1579                                                                                     |
| STERBEDATUM      | 14. März 1632                                                                                     |